# Associação Desportiva Limoeiro Futebol Clube
Maillots
Actualités
Dernière mise à jour : 3 dates.
L'Associação Desportiva Limoeiro Futebol Clube est un club brésilien de football basé à Limoeiro do Norte dans l'État du Ceará.

## Palmarès
- Championnat du Ceará de deuxième division :
  - Champion : 2001, 2009